# Cerodontha spinata
Cerodontha spinata este o specie de muște din genul Cerodontha, familia Agromyzidae. A fost descrisă pentru prima dată de Franz Groschke în anul 1954. Conform Catalogue of Life specia Cerodontha spinata nu are subspecii cunoscute.